# Monocerotesa seriepunctata
Monocerotesa seriepunctata är en fjärilsart som beskrevs av Louis Beethoven Prout 1929. Monocerotesa seriepunctata ingår i släktet Monocerotesa och familjen mätare. Inga underarter finns listade i Catalogue of Life.